# Phaedrotoma gregnar
Phaedrotoma gregnar är en stekelart som först beskrevs av Robert A.Wharton 1987.  Phaedrotoma gregnar ingår i släktet Phaedrotoma och familjen bracksteklar. Inga underarter finns listade i Catalogue of Life.